# Blanca Aráuz
Blanca Stella Aráuz Pineda (25 de maio de 1909 - 2 de junho de 1933) foi a primeira heroína nacional da Nicarágua. Ela se destacou como uma telegrafista que ajudou as forças guerrilheiras durante a ocupação da Nicarágua pelos Estados Unidos e que negociou com o presidente Juan Bautista Sacasa para obter anistia para os rebeldes e negociar a paz no final do conflito.

## Infância
Blanca Stella Aráuz Pineda nasceu em 25 de maio de 1909 na cidade de San Rafael del Norte na região de Las Segovias (atualmente no Departamento de Jinotega), da Nicarágua, filha de Esther Pineda Rivera e Pablo Jesús Aráuz Rivera. Ela era a caçula de onze filhos, todos aprenderam o código Morse desde tenra idade. Sua mãe era alfaiate e costureira e seu pai administrava o escritório de telégrafo local. Desde os dez anos de idade, Aráuz dominava a telegrafia brincando no escritório de seu pai e sendo ensinada a usar o equipamento por sua irmã Lucila.

## Carreira
Em 1927, quando o líder guerrilheiro Augusto César Sandino chegou a San Rafael del Norte, durante a Guerra Constitucionalista, estabeleceu seu quartel-general no escritório do telégrafo, que ficava em frente ao quartel-general dos fuzileiros navais estadunidenses. Devido à localização, Aráuz pôde monitorar os movimentos das forças estadunidenses e informar Sandino. Também era conhecida por interceptar mensagens e enviar desinformação, tornando-se uma conexão valiosa no serviço de inteligência do Exército Defensor da Soberania Nacional. Os dois passaram longas horas colaborando em um plano para capturar a cidade de Jinotega e, simultaneamente, enviar forças para ajudar o general José María Moncada. Trabalhando juntos, Aráuz e Sandino se apaixonaram e se casaram em uma cerimônia religiosa em 19 de maio de 1927. Em dois dias, Sandino voltou ao front e Aráuz voltou ao trabalho no telégrafo rastreando as tropas inimigas e as tropas colaboracionistas nacionais. Periodicamente, ela vivia com Sandino nos acampamentos, embora a viagem fosse difícil.
Aráuz tornou-se alvo tanto da Guarda Nacional  do governo Adolfo Díaz quanto do Corpo de Fuzileiros Navais dos Estados Unidos. Em 2 de março de 1929, Aráuz foi presa, pois suspeitava-se que estaria enviando mensagens para o marido. Ela foi levada para Manágua, onde ficou aprisionada por sete meses. No ano seguinte, foi presa novamente e enviada com sua mãe e irmã para Cárcel la 21 em León. Nesta notória prisão, foi torturada em uma tentativa de forçá-la a revelar o paradeiro de Sandino. A pressão de amigos da família e do bispo local garantiu sua transferência para o mosteiro La Recolección. Enquanto estava lá, aprendeu a datilografar e praticou seu bordado. Sandino ameaçou a Guarda Nacional com represálias se sua família não fosse libertada e depois de seis meses, ela foi autorizada a voltar para casa. A partir de 1930, Sandino se envolveu em uma batalha anticlerical com os padres locais em Las Segovias, criticando-os por exortar os habitantes locais a evitar a luta e aceitar o governo das forças estadunidenses.
Em 1931, Aráuz juntou-se a Sandino no quartel-general de seu acampamento, embora as campanhas mais ferozes tenham sido travadas em Las Segovias. Ela logo engravidou, embora tenha abortado em 1931 e outra vez em 1932. Durante seu tempo nos acampamentos, escreveu o poema Para mi viejito queridísimo Augusto César Sandino em 1932. Mais tarde naquele mesmo ano, Juan Bautista Sacasa venceu a eleição presidencial. As forças dos Estados Unidos estavam se preparando para deixar a Nicarágua e Sandino nomeou Aráuz para ir a Manágua para iniciar seus termos de rendição. Embora estivesse grávida de quatro meses, Aráuz partiu em dezembro de 1932 para se encontrar com a delegação em San Rafael del Norte. Ela caiu de sua mula durante a viagem, mas conseguiu chegar em 4 de janeiro de 1933 e convencer os oficiais de que possuía um passe de salvo-conduto de Sacasa para continuar sua jornada. Liderando uma comissão de paz, incluindo Gregorio Sandino, Sofonías Salvatierra e América Tiffer de Sandino, chegaram a Manágua em 6 de janeiro de 1933. Aráuz avisou Sacasa que Sandino estava disposto a negociar com seu novo governo e depor as armas. 
O casal decidiu fazer uma cerimônia civil para legitimar o casamento, o que ocorreu em San Rafael del Norte pelo juiz local em 27 de maio de 1933. Quase imediatamente após a cerimônia, Sandino partiu para Manágua para finalizar os termos do tratado de paz. 

## Morte e legado
Aráuz morreu no parto de sua única filha sobrevivente, Blanca Segovia Sandino Aráuz, em 2 de junho de 1933. Após sua morte, Aráuz foi homenageada por Luis Enrique Mejía Godoy em duas canções Allá va el general e Carta de amor a Blanquita. Em 2012, foi premiada postumamente com a Medalha Honorária de Soldados Meritórios da Pátria. Em 2015, foi considerada por decreto como a primeira Heroína Nacional da Nicarágua.

### Citações
1. 1 2  La Asamblea Nacional 2015, p. 1.
2. 1 2 3 4 5 6 7  San Rafael del Norte Municipal Offices 2016.
3. 1 2  Buitrago Aguilar 2015.
4. 1 2 3  La Asamblea Nacional 2015, p. 2.
5. 1 2 3 4  Sánchez Ramírez 2015.
6. 1 2 3 4 5 6 7  Arellano 2015.
7. 1 2  La Asamblea Nacional 2015, p. 4.
8. ↑  La Asamblea Nacional 2015, p. 5.
9. 1 2  Dospital 1996.
10. 1 2  El 19 2017.
11. ↑  La Asamblea Nacional 2015, p. 6.
12. ↑  La Asamblea Nacional 2015, p. 8.